# 須賀神社 (北本市)
須賀神社（すがじんじゃ）は、埼玉県北本市の神社。

## 歴史
天正年間（1573年 - 1592年）に創建された。『神社明細帳』によると、創建は「天正年間」とする棟札があったが、1878年（明治11年）の火災で焼失したという。江戸時代は「牛頭天王社」と称していた。「双徳寺」が別当寺であった。双徳寺は天台宗の寺院であったが、明治初期の神仏分離により、廃寺に追い込まれた。
明治初期に「須賀神社」に改称し、1873年（明治6年）、近代社格制度に基づく「村社」に列せられた。現在の社殿は1982年（昭和57年）に建てられたものである。

## 交通アクセス
- 路線バス石戸小学校入口停留所より徒歩9分。